# B4.Da.$$
B4.Da.$$ (wymowa Before the Money, IPA: /ˌbiˈfɔr ðə ˈmʌni/) – debiutancki album amerykańskiego rapera Joeya Badassa wydany 20 stycznia 2015 roku, w 20 urodziny rapera, nakładem wytwórni Cinematic Music Group.
B4.Da.$$ zadebiutowało na 5. miejscu notowania Billboard 200 oraz 1. miejscu listy Top R&B/Hip-Hop Albums, sprzedając się w ilości 58 000 sztuk w pierwszym tygodniu. 4 marca 2015 roku na swoim Instagramie raper ogłosił, że album osiągnął sprzedaż 120 tysięcy sztuk.

## Lista utworów
| Wersja podstawowa | Wersja podstawowa                                   | Wersja podstawowa        | Wersja podstawowa |
| Nr                | Tytuł utworu                                        | Producent                | Długość           |
| ----------------- | --------------------------------------------------- | ------------------------ | ----------------- |
| 1.                | „Save the Children”                                 | Statik Selektah          | 3:35              |
| 2.                | „Greenbax” (Introlude)                              | Lee Bannon               | 0:48              |
| 3.                | „Paper Trail$”                                      | DJ Premier               | 3:17              |
| 4.                | „Piece of Mind”                                     | Freddie Joachim          | 3:38              |
| 5.                | „Big Dusty”                                         | Kirk Knight              | 4:53              |
| 6.                | „Hazeus View”                                       | Kirk Knight              | 3:39              |
| 7.                | „Like Me” (gościnnie BJ the Chicago Kid)            | J Dilla, The Roots       | 4:28              |
| 8.                | „Belly of the Beast” (gościnnie Chronixx)           | Hit-Boy                  | 3:56              |
| 9.                | „No. 99”                                            | Statik Selektah          | 2:46              |
| 10.               | „Christ Conscious”                                  | Basquiat                 | 2:53              |
| 11.               | „On & On” (gościnnie Maverick Sabre, Dyemond Lewis) | Freddie Joachim          | 4:40              |
| 12.               | „Escape 120” (gościnnie Raury)                      | Chuck Strangers          | 3:47              |
| 13.               | „Black Beetles”                                     | Chuck Strangers          | 3:50              |
| 14.               | „O.C.B.”                                            | Samiyam, The Soul Rebels | 3:43              |
| 15.               | „Curry Chicken”                                     | Statik Selektah          | 3:33              |
|                   |                                                     |                          | 53:26             |

| Utwory dodatkowe | Utwory dodatkowe                                       | Utwory dodatkowe | Utwory dodatkowe |
| Nr               | Tytuł utworu                                           | Producent        | Długość          |
| ---------------- | ------------------------------------------------------ | ---------------- | ---------------- |
| 1.               | „Run Up On Ya” (gościnnie Action Bronson, Elle Varner) | Statik Selektah  | 4:08             |
| 2.               | „Teach Me” (gościnnie Kiesza)                          | ASTR, Chuck      | 4:18             |

Sample
- „Save the Children” sampluje „People Moving” w wykonaniu Azara Lawrence'a.
- „Greenbax (Introlude)” sampluje „Dolphin Dance” w wykonaniu grupy Ahmad Jamal Trio.
- „Paper Trail$" sampluje „C.R.E.A.M.” w wykonaniu grupy Wu-Tang Clan oraz „Unorthodox”” w wykonaniu Joeya Badassa.
- „Piece of Mind” sampluje „Wind” w wykonaniu Freddiego Joachima oraz interpoluje „One Love” w wykonaniu Nasa.
- „Big Dusty” sampluje „Silver Tears” w wykonaniu Henry’ego Mannciniego oraz „Check It Out Y'all” w wykonaniu 2 Live Crew.
- „Hazeus View” sampluje „Problema Ecologico” w wykonaniu Amedeo Tommasiego, „Oh My God (Remix)” w wykonaniu A Tribe Called Quest oraz interpoluje „Suspect” w wykonaniu Joeya Badassa.
- „Belly of the Beast” sampluje „Brave & Strong” w wykonaniu grupy Sly and the Family Stone, „Come Baby Come” w wykonaniu K7 oraz interpoluje „Gimme the Loot” w wykonaniu The Notorious B.I.G. i „Terrorist Threats” w wykonaniu Ab-Soula.
- „No. 99” sampluje „Little Miss Lover” w wykonaniu Jimiego Hendriksa oraz „Badman Forward, Bad Man Pull Up” w wykonaniu Ding Donga.
- „Christ Conscious” sampluje „Almost Blues” w wykonaniu Cheta Bakera oraz interpoluje „Mic Checka” w wykonaniu grupy Das EFX.
- „On & On" sampluje „The Mixed Up Cup” w wykonaniu Clyde’a McPhattera oraz interpoluje „Moment of Truth” w wykonaniu grupy Gang Starr.
- „Escape 120” sampluje „Aynalı Kemer Ince Bele” w wykonaniu grupy Barış Manço i Kurtalan Ekspres.
- „Curry Chicken” sampluje „Love’s Theme” w wykonaniu Fausto Papettiego oraz interpoluje modlitwę „Now I Lay Me Down to Sleep”.
- „Run Up On Ya” sampluje „Wild and Shy” w wykonaniu Raula De Souza, „A Jackass Gets His Oats” w wykonaniu grupy The Amazing Rhythm Aces oraz interpoluje „One More Chance (Remix)” w wykonaniu The Notorious B.I.G. i „Hed” w wykonaniu Noreaga.

## Notowania
| Notowanie                                  | Pozycja                                          |    |
| ------------------------------------------ | ------------------------------------------------ | -- |
|                                            | Australia (Top 50 Albums)                        | 17 |
| Kanada (Canadian Albums Chart)             | 8                                                |    |
|                                            | Holandia (Mega Album Top 100)                    | 69 |
|                                            | Nowa Zelandia (RIANZ)                            | 11 |
|                                            | Wielka Brytania (UK Albums Chart)                | 28 |
| Wielka Brytania (UK Albums Chart)          | 3                                                |    |
|                                            | Stany Zjednoczone (Billboard 200)                | 5  |
|                                            | Stany Zjednoczone (Billboard R&B/Hip-Hop Albums) | 1  |
| Stany Zjednoczone (Top Independent Albums) | 1                                                |    |
| Stany Zjednoczone (Top Tastemaker Albums)  | 3                                                |    |
| Stany Zjednoczone (Digital Albums)         | 3                                                |    |
| Stany Zjednoczone (Top Rap Albums)         | 1                                                |    |
| Stany Zjednoczone (Top Album Sales)        | 4                                                |    |

## Wydania
| Rok  | Wytwórnia                                                            | Format           | Region            | Numer katalogowy |
| ---- | -------------------------------------------------------------------- | ---------------- | ----------------- | ---------------- |
| 2015 | Pro Era, Cinematic Music Group                                       | CD               | Stany Zjednoczone | CMG CD 2385      |
| 2015 | Cinematic Music Group, Pro Era, Relentless Records, RED Distribution | digital download | cały świat        | brak             |
| 2015 | Pro Era, Cinematic Music Group                                       | 2xLP             | Stany Zjednoczone | CMG LP 2385      |
| 2015 | Pro Era, Cinematic Music Group                                       | 2xLP             | Stany Zjednoczone | CMGR2387         |
| 2015 | Pro Era, Cinematic Music Group, Sony Music                           | CD               | Europa            | 69346123852      |